# 김연수 (1896년)
김연수(金秊洙, 1896년 10월 1일 (음력 1896년 8월 25일) ~ 1979년 12월 4일)는 대한민국의 기업인이다. 김성수의 동생으로 아호는 수당(秀堂), 본관은 울산이며, 삼양사의 설립인이다. 국무총리인 김상협의 친아버지이다.

## 생애

### 생애 초반

부안 줄포리 생가 전경(1900년대 초 김성수, 김연수 형제의 생가)

전라북도 고부군에서 대지주인 김경중과 장흥 고씨 부인의 다섯째 아들로 태어났다. 친형 김성수(金性洙)는 4살 때, 아들이 없던 큰아버지 김기중의 양자로 들어갔으므로 그가 사실상 장남 역할을 했다. 조선 중종 때의 유학자였던 하서 김인후의 13대 후손으로, 선조들은 전라남도 장성에 대대로 살았으며 증조부 김명환(金明煥)의 셋째 아들인 김요협이 처가가 있는 전라북도 고부군으로 이주해오면서 고부군에서 살게 되었다.

### 일제 강점기 활동

일본 유학시절의 김연수(오른쪽 선 이)와 김성수(왼쪽 앉은 이). 큰아버지 김기중의 양자로 간 김성수는 법적으로는 사촌 형이었다.

김연수는 일본에 유학하여 1921년 교토 제국대학을 졸업하고 귀국한 뒤, 경성직뉴와 경성방직의 간부로 근무했다. 1924년 현 삼양사의 전신인 삼수사를 설립했다. 1925년 경부터는 학교 경영 및 언론사 운영 등으로 사회 활동에 나선 김성수를 대신하여 경성직뉴와 경성방직의 경영을 주도하였다. 1929년 형인 김성수와 재단법인 중앙학원을 설립하고 1939년 우리나라 최초의 민간 육영재단인 양영회를 설립해 인재양성 활동에 힘썼다. 1939년에는 만주지역에 남만방적을 설립해 한국기업 최초로 해외에 진출하기도 했다.

1920년초의 줄포 농장

### 해방 이후
해방 이후 경성방직 경영 일선에서 물러났다. 이후 삼양사의 경영에 집중하며 1956년 울산 제당공장을 건설해 제조업에 뛰어들었다. 1969년 전주 폴리에스테르 공장을 완공해 국민의 의·식·주 해결에 이바지했다. 1968년에는 수당장학회를 설립해 장학사업의 폭을 넓혔다. 2005년 수당재단은 수당상을 제정하는 등 활발한 연구지원활동을 지속하고 있다. 김연수는 1961년 전국경제인연합회의 전신인 경제협의회 회장을 맡는 등의 활동으로 정부로부터 산업발전에 기여한 공로를 인정받아 금탑산업훈장, 철탑산업훈장, 국민훈장 무궁화장 등을 수여 받았다. 1979년 84세의 나이로 영면했다.

### 사후
그가 1924년 ‘삼수사(三水社)'라는 이름으로 설립한 삼양그룹은 3남인 김상홍(삼양그룹 명예회장)과 5남 김상하의 공동 경영 체제를 거쳐 손자 김윤(김상홍의 아들)이 회장을 맡아 사촌들과 함께 경영하고 있다. 7남 6녀를 둔 김연수의 2남은 전 국무총리 김상협이다.

## 가족 관계
| 관계     | 이름               | 출생일           | 사망일          | 활동사항                 |
| -------- | ------------------ | ---------------- | --------------- | ------------------------ |
| 할아버지 | 김요협 (金堯莢)    | 1833년           | 1909년          |                          |
| 할머니   | 연일정씨(延日鄭氏) | 1831년           | 1911년          |                          |
| 아버지   | 김경중(金暻中)     | 1863년           | 1945년 4월 27일 |                          |
| 어머니   | 장흥고씨(長興高氏) |                  |                 |                          |
| 형님     | 김성수(金性洙)     | 1891년 10월 11일 | 1955년 2월 18일 | 2대 부통령               |
| 형수     | 고광석(高光錫)     | 1886년           | 1919년          |                          |
| 형수     | 이아주(李娥珠)     | 1899년 8월 24일  | 1968년 9월 11일 |                          |
| 부인     | 박하진(朴河珍)     |                  |                 |                          |
| 장남     | 김상준(金相駿)     | 1918년 6월 4일   | 2004년 9월 10일 | 삼양염업 명예회장        |
| 차남     | 김상협(金相浹)     | 1920년 4월 20일  | 1995년 2월 21일 | 국무총리                 |
| 삼남     | 김상홍(金相鴻)     | 1923년 12월 17일 | 2010년 5월 23일 | 삼양사 명예회장          |
| 손녀     | 김유주(金有珠)     | 1950년 10월 2일  | -               |                          |
| 손자     | 김윤(金鈗)         | 1953년 2월 24일  | -               | 삼양홀딩스 대표이사 회장 |
| 손자     | 김량(金亮)         | 1955년 6월 1일   | -               | 삼양홀딩스 부회장        |
| 손녀     | 김영주(金令珠)     | 1958년 10월 16일 | -               |                          |
| 사남     | 김상돈(金相敦)     | 1925년 2월 24일  | 사망            | 전 삼양염업 고문         |
| 오남     | 김상하(金相廈)     | 1926년 4월 27일  | 2021년 1월 20일 | 삼양사 대표이사회장      |
| 육남     | 김상철(金相喆)     | 1938년 4월 25일  | 2007년 2월 21일 |                          |
| 칠남     | 김상응(金相應)     | 1946년 3월 29일  | 2002년          | 前삼양사 대표이사회장    |

## 같이 보기
- 경방
- 김상협
- 김성수
- 조선임전보국단
- 경성방직
- 경성직뉴

## 참고자료
- 반민족문제연구소 (1993년 3월 1일). 〈김연수 : ‘민족자본가’의 허상과 친일 예속자본가의 실상 (윤해동)〉. 《친일파 99인 2》. 서울: 돌베개. ISBN 978-89-7199-012-4.
- 네이버카페 한국사회혼맥 - 김연수 삼양그룹 창업자